# Видем-при-Луковиці
Видем-при-Луковиці (словен. Videm pri Lukovici) — поселення в общині Луковиця, Осреднєсловенський регіон, Словенія. 
Висота над рівнем моря: 326,4 м.